# Lens-Lestang
 Lens-Lestang  là một xã thuộc tỉnh Drôme trong vùng Auvergne-Rhône-Alpes đông nam nước Pháp. Xã Lens-Lestang nằm ở khu vực có độ cao trung bình 300 mét trên mực nước biển. Dân số theo điều tra năm 1999 của INSEE là 667 người. Diện tích à 16,41 km2.